# Hemigaleus
Hemigaleus – rodzaj drapieżnych ryb chrzęstnoszkieletowych z rodziny Hemigaleidae.

## Rozmieszczenie geograficzne
Do rodzaju należą gatunki występujące w wodach wschodniego Oceanu Indyjskiego do zachodniego Oceanu Spokojnego.

## Morfologia
Długość ciała do 114 cm.

## Systematyka
Rodzaj zdefiniował w 1852 roku holenderski ichtiolog Pieter Bleeker w artykule poświęconym spodoustym Oceanu Indyjskiego opublikowanym w czasopiśmie Verhandelingen van het Bataviaasch Genootschap der Kunsten en Wetenschappen. Gatunkiem typowym jest (późniejsze oznaczenie) H. microstoma.

### Etymologia
- Hemigaleus: gr. ἡμι- hēmi- ‘pół-, mały’, od ἡμισυς hēmisus ‘połowa’; rodzaj Galeus Rafinesque, 1810[6].
- Negogaleus: łac. nego ‘odmówić, zaprzeczyć’; rodzaj Galeus Rafinesque, 1810[7].

### Podział systematyczny
Do rodzaju należą następujące gatunki:
- Hemigaleus australiensis White, Last & Compagno, 2005
- Hemigaleus microstoma Bleeker, 1852